# Microdeutopus gryllotalpa
Microdeutopus gryllotalpa är en kräftdjursart som beskrevs av Costa 1853. Microdeutopus gryllotalpa ingår i släktet Microdeutopus och familjen Aoridae. Arten är reproducerande i Sverige. Inga underarter finns listade i Catalogue of Life.